# Agustín Miraballes
Agustín Miraballes, vollständiger Name Agustín Alberto Miraballes Cedrés, (* 23. Januar 1991) ist ein uruguayischer Fußballspieler.

## Karriere
Der nach Angaben seines Vereins 1,75 Meter große, auch im Mittelfeld einsetzbare Offensivakteur Miraballes spielt mindestens seit März 2013 für Miramar Misiones in der Segunda División. Dort kam er in den Spielen des 12., 14., 16., 17., 25. und 26. Spieltags jeweils als Einwechselspieler zum Einsatz und erzielte einen Treffer. Auch in der Partie um den Aufstieg gegen Torque im Juli 2013 wirkte er mit. Am Ende der Saison 2012/13 stieg er mit dem Verein in die höchste uruguayische Spielklasse auf. In der Spielzeit 2013/14 wurde er dort 17-mal in der Primera División eingesetzt und erzielte ein Tor. Am Saisonende belegte er mit seinem Team in der Jahresgesamttabelle den 16. Platz. Dies hatte die direkte Rückkehr in die Zweitklassigkeit ab der Saison 2014/15 zur Folge.
Ende August 2014 schloss er sich dem Zweitligisten Villa Teresa an. Dort trug er in der Saison 2014/15 mit 21 Einsätzen (kein Tor) in der Segunda División zum Aufstieg bei. Anschließend sind bislang (Stand: 17. September 2016) weder Einsätze noch eine Kaderzugehörigkeit für ihn verzeichnet.